# Vereinigte Sparkasse im Märkischen Kreis
Die Vereinigte Sparkasse im Märkischen Kreis ist eine öffentlich-rechtliche Sparkasse mit Sitz in Plettenberg im Märkischen Kreis. Sie ist die Zweckverbandssparkasse der Städte Altena, Balve, Neuenrade, Plettenberg und Werdohl sowie der Gemeinde Nachrodt-Wiblingwerde.

## Geschäftszahlen
Die Vereinigte Sparkasse im Märkischen Kreis wies im Geschäftsjahr 2023 eine Bilanzsumme von 2,012 Mrd. Euro aus und verfügte über Kundeneinlagen von 1,318 Mrd. Euro. Gemäß der Sparkassenrangliste 2023 liegt sie nach Bilanzsumme auf Rang 237. Sie unterhält 18 Filialen/Selbstbedienungsstandorte und beschäftigt 266 Mitarbeiter.

## Sparkassen-Finanzgruppe
Die Vereinigte Sparkasse im Märkischen Kreis ist Teil der Sparkassen-Finanzgruppe und gehört damit auch ihrem Haftungsverbund an. Er sichert den Bestand der Institute und sorgt dafür, dass sie auch im Fall der Insolvenz einzelner Sparkassen alle Verbindlichkeiten erfüllen können. Die Sparkasse vermittelt Bausparverträge der regionalen Landesbausparkasse, offene Investmentfonds der Deka und Versicherungen der Westfälische Provinzial Versicherung. Im Bereich des Leasing arbeitet die Vereinigte Sparkasse im Märkischen Kreis mit der  Deutschen Leasing zusammen. Die Funktion der Sparkassenzentralbank nimmt die Landesbank Hessen-Thüringen wahr.